# 海螺创业
中国海螺创业控股有限公司（港交所：586，简称海螺创业，英文：China Conch Venture Holdings Limited），是香港交易所的一家上市公司，主营业务包括余热发电、高效节能立磨、城市生活垃圾处理、新型绿色建材、港口贸易等。
公司于2013年6月24日在英属开曼群岛注册成立，同年12月19日在香港联交所主版挂牌上市，公司大部分利润来源于其所持有的海螺水泥及海螺型材的最大股东海螺集团公司的业务。
2016年，公司实现营业收入20.32亿元；税前利润22.82亿元，同比增长2.48%；权益股东应占净利润19.81亿元，同比增长1.87%。